# 청량로 (인천)

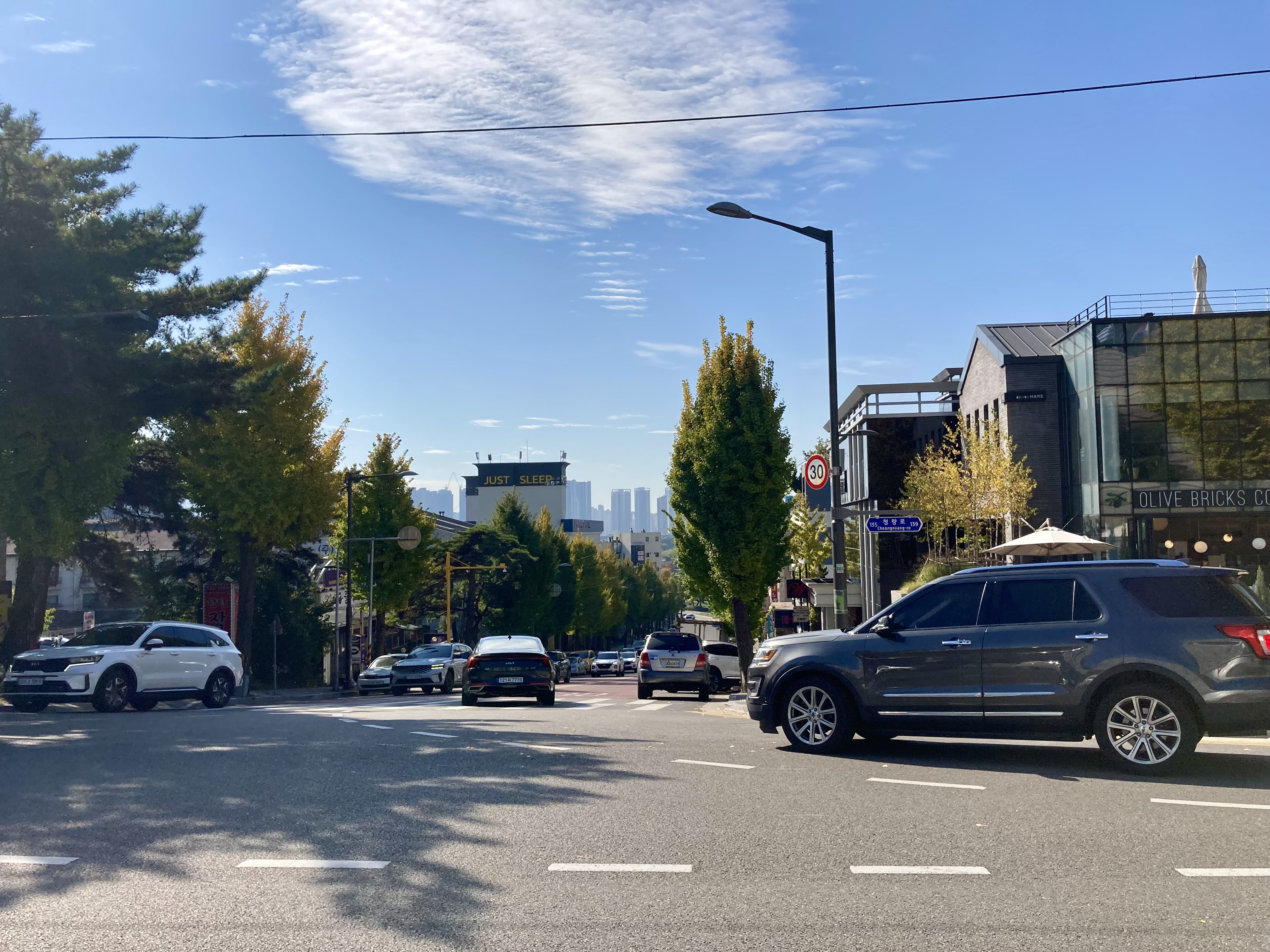
청량로 표지판(인천상륙작전기념관 앞)

청량로(인천)은 인천광역시 연수구 동춘동과 옥련동에 있는 도로이다. 동춘동 224-30을 기점으로 옥련동 265-39를 종점으로하는 2,451m(2.45km) 길이의 도로이다.

## 개요
청량로(인천)는 인천광역시 연수구에 있는 산 중 청량산의 지역적 특성을 반영한 것을 골자로 도로의 이름이 명명되었다. 2009년 07월 09일 고시 및 효력이 발생되었다. 청량산 서남쪽을 휘감으면서 도로가 형성되어 있고, 청량로(인천)를 갈래로 가지도로가 많은편이다. 동춘동과 옥련동의 도로 형태상 가지길이 상당히 많고, 연결되는 도로도 많다. 
청량로(인천)는 가천박물관(가천대학교 소관), 인천상륙작전기념관, 아트플러그(연수), 인천도로교통공단, 인천시립박물관, 학익지석묘, 축현초등학교, 옥련중학교 등의 건물이 인근에 붙어있다.
동춘고가교 사잇길로 미추홀대로와 가깝게 붙어있으며 횡방향으로 앵고개로와 같은 방향에서의 곁길로 시작한다. 청량로(인천) 최상단에는 송도역(수인분당선)이 붙어있다.

## 가지길
청량로79번길, 청량로97번길, 청량로109번길, 청량로101번길, 청량로113번길, 청량로106번길, 청량로120번길, 청량로131번길, 청량로102번길, 청량로164번길, 청량로184번길, 청량로185번길, 청량로199번길, 청량로194번길, 청량로239번길, 청량로184번길, 청량로242번길 등이 있다.

## 사진

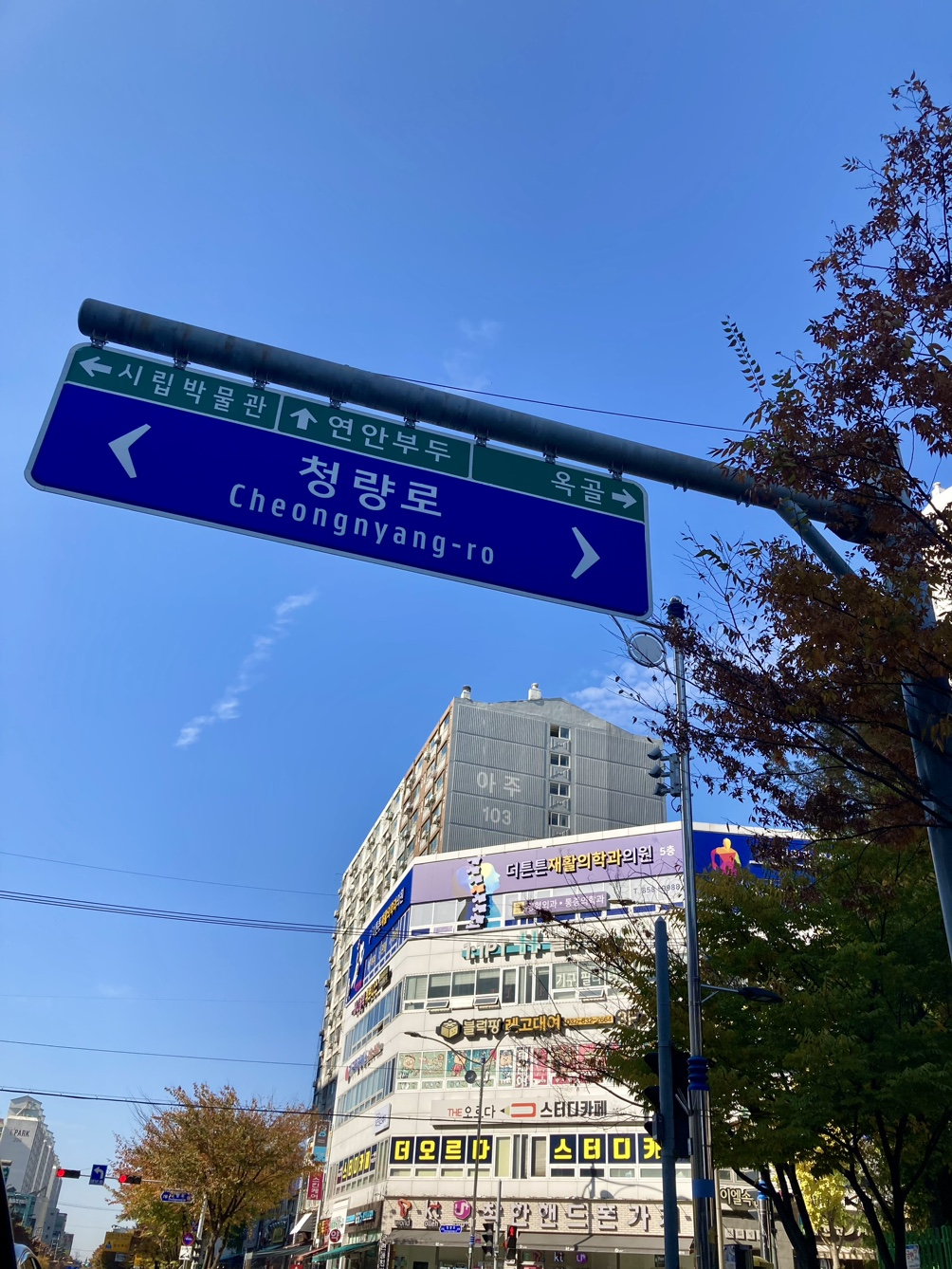
청량로 표지판
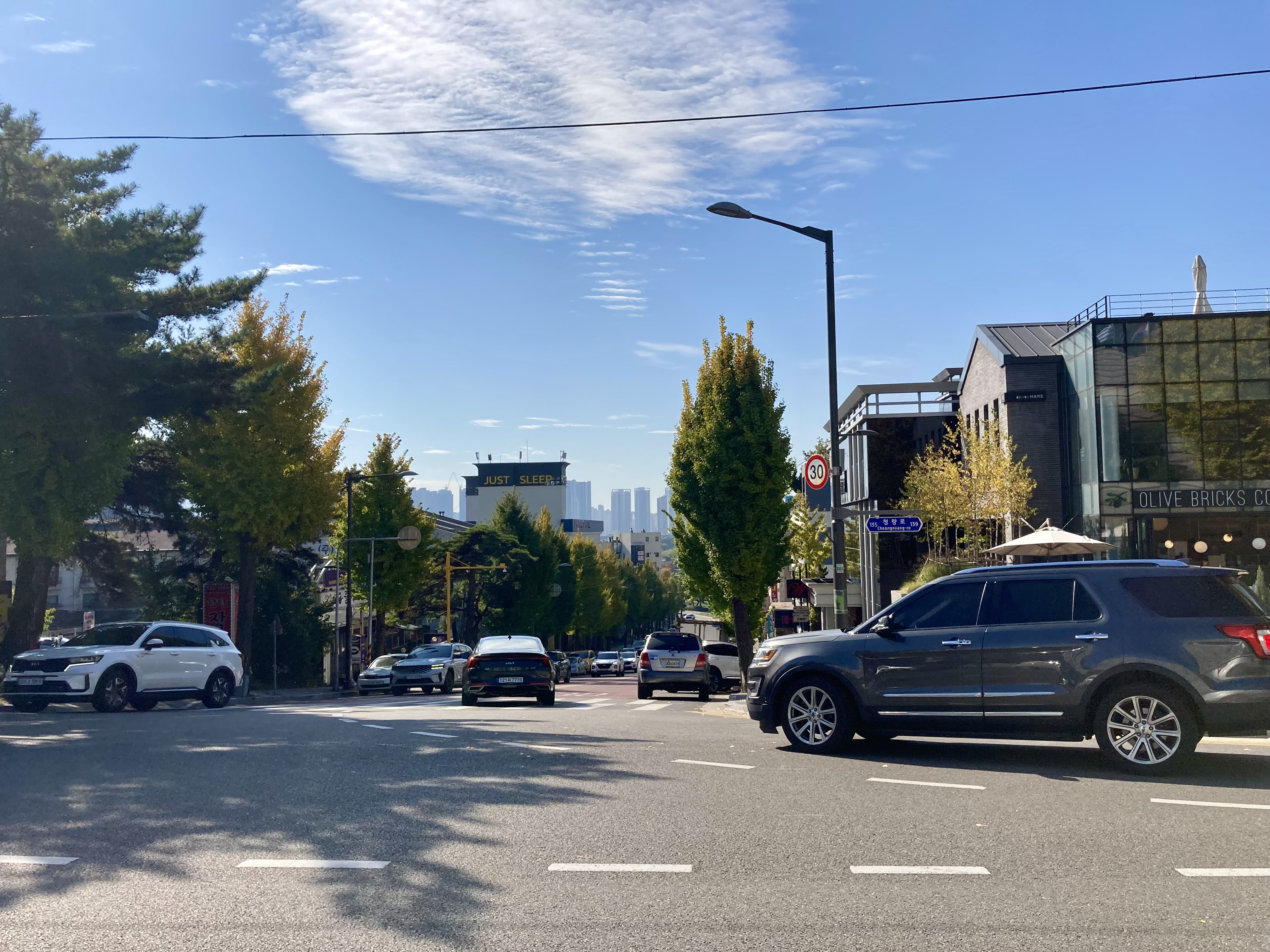
청량로(인천상륙작전기념관 앞)
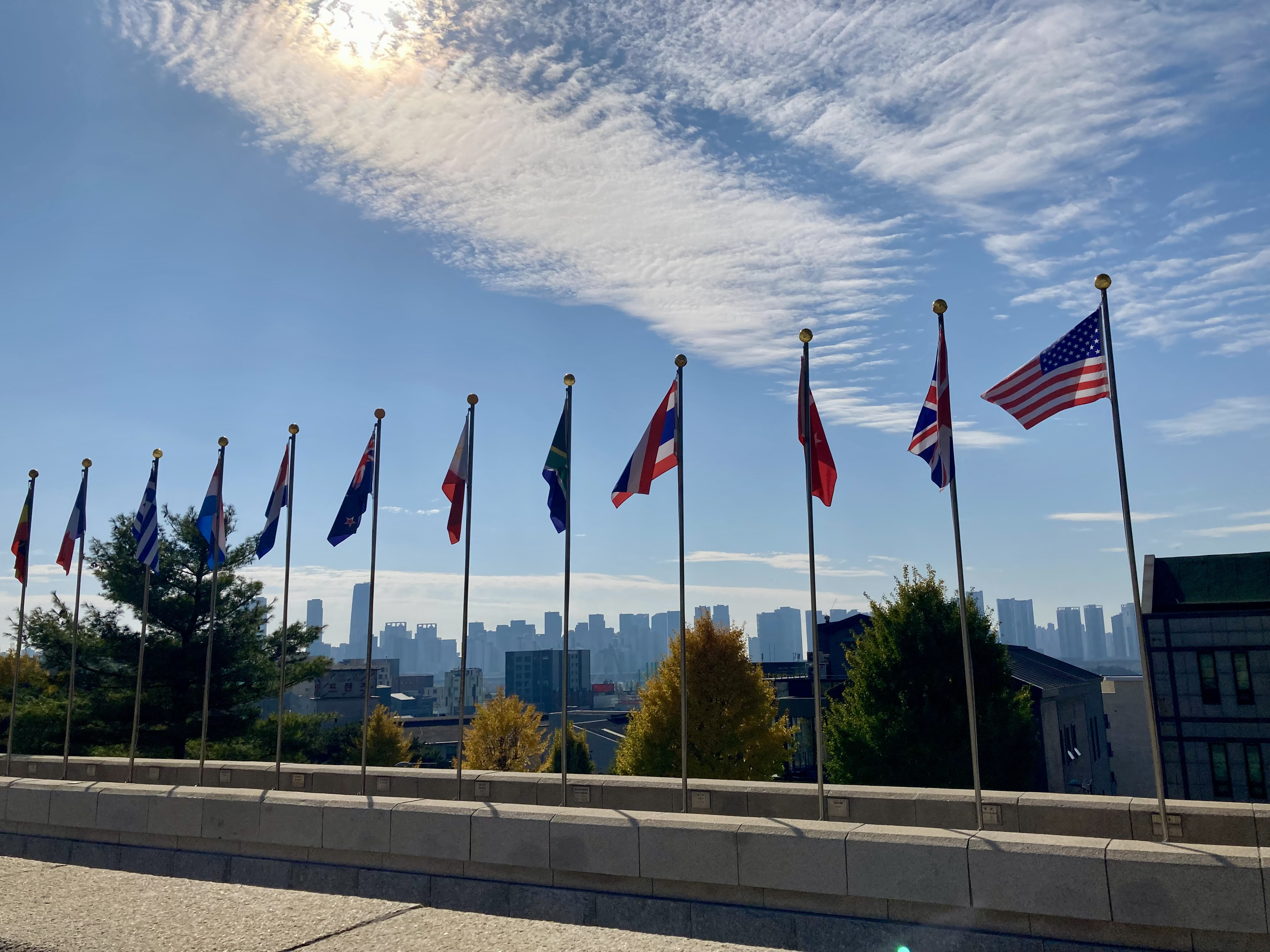
인천상륙작전기념관

## 교통
- 송도역(수인분당선)

## 연결도로
- 한나루로
- 옥련로
- 인권로
- 앵고개로
- 미추홀대로